# Drammenselva
El riu Drammen (o Drammenselva en noruec) és un riu que flueix a través del comtat de Buskerud, al sud-est de Noruega. Els seus 48 km de curs transcorren des del llac Tyrifjorden, al nord, fins al fiord de Drammen, al sud, on desemboca després de travessar el centre de la ciutat que li dona nom, Drammen. Amb els seus afluents (principalment el riu Begna), aconsegueix els 308 km i és un dels rius més llargs de Noruega, amb una conca hidrològica de 17.115 km² i un cabal de 300 m³/s.
Durant segles el riu es va fer serveir per al transport de troncs, portant la fusta des dels boscos a Eiker a les moltes papereres i altres indústries al llarg del riu. Durant el segle xx aquesta activitat va fer que el riu quedés intensament contaminat. No obstant això, la majoria del paper i les fàbriques de paper a Drammen van tancar als anys seixanta i setanta i el riu actualment està net i és segur. Actualment el riu s'utilitza per a activitats d'oci, i és conegut per la seva excel·lent pesca del salmó.